# Villa Rustica (Spoonley Wood)

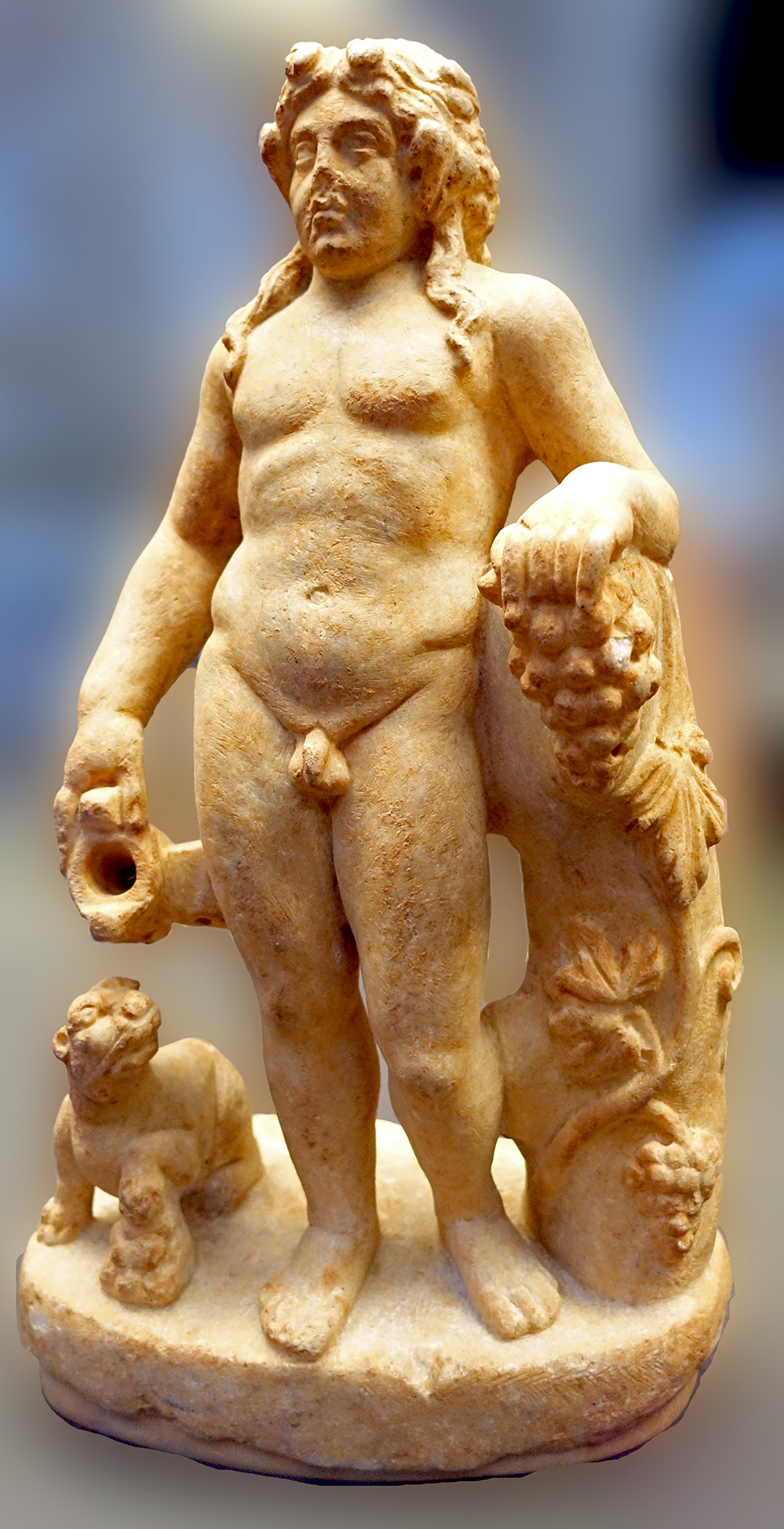
Statue des Bacchus

Die Villa Rustica bei Spoonley Wood ist ein ehemaliger römischer Gutshof (Villa rustica) in dem kleinen Wald Spoonley Wood, Sudeley bei Winchcombe, in der Grafschaft Gloucestershire, im Südwesten Englands.
Die Villa liegt am Fuße eines Hügels in einem Tal mit zwei Bächen und etwa 15 Kilometer nördlich von Corinium Dobunnorum (Cirencester), der zweitgrößten antiken Stadt in der römischen Provinz Britannia (Britannien). Im vierten Jahrhundert war sie die Hauptstadt der neu eingerichteten Provinz Britannia prima.
Die Reste römischer Bauten waren schon vor 1877 bekannt. 1882 wurde bei Bauarbeiten ein Mosaik gefunden, worauf die Villa von Professor John Henry Middleton und Reverend William Bazeley systematisch ausgegraben wurde.
Die Villa bestand aus drei Flügeln, die sich um einen großen Hof anordnen. An allen drei Seiten haben die Flügel einen Portikus zum Hof hin. Der nördliche Flügel hatte kaum Räume, die irgendwie dekoriert waren, und mag als Unterkunft für Sklaven und Bedienstete gedient haben. Der zentrale Bau im Osten hatte einen zentralen Raum mit einem Anbau auf der Ostseite, auf den praktisch die ganze Anlagen orientiert war. Viele Räume waren mit Mosaiken ausgestattet, die jedoch oftmals nicht mehr erhalten waren. Im südlichen Flügel gab es diverse beheizbare Räume und ein Bad. Nur drei Mosaiken fanden sich bei den Ausgrabungen in einem besseren Zustand. Sie sind heute verloren oder zugeschüttet, nur von einem gibt es eine Kopie, die heute vor Ort zu sehen ist, jedoch meist mit einer Schicht von Erde begraben ist. Es ist unklar, wie akkurat diese Kopie ist. Im Westen, etwas außerhalb der Anlage, stand ein einzelner Bau, der wahrscheinlich wirtschaftlichen Zwecken diente. Zu den Funden in der Villa gehören Münzen aus dem dritten und vierten Jahrhundert, eine Marmorstatue des Bacchus und eine versilberte Schale.